# فرانك جونز (لاعب كرة قاعدة)
فرانك جونز (بالإنجليزية: Frank Jones)‏ هو لاعب كرة قاعدة أمريكي، ولد في 25 أغسطس 1858 في برينستون في الولايات المتحدة، وتوفي في 4 فبراير 1936 في مارييتا في الولايات المتحدة.

## وصلات خارجية
- فرانك جونز على موقعبيزبول رفرنس.كوم (الدوري الرئيسي) (الإنجليزية)